# リュウ (漫画)
『リュウ』は、原作：矢島正雄・作画：尾瀬あきらによる日本のSF漫画。『週刊少年サンデー』（小学館）に1986年39号から1988年1号まで連載された。単行本は小学館（少年サンデーコミックス）より全7巻が刊行された。本誌連載時のキャッチコピーは「奇跡まんがの決定版!!」。

## あらすじ
ケンカに明け暮れていた高校2年生の赤坂竜二は、学校の屋上での不良グループとのケンカの最中にプールへと突き落とされる。竜二が水から出ると、そこには殺戮と奴隷の見知らぬ異世界が広がっており、出会った少女・風は竜二を世界を救う「伝説の救世主 リュウ」と敬う。
そこは魔法や奇跡が信じられ、剣や槍を武器とし、1人の王を頂点とするドーマ帝国が支配する中世のような世界であった。人々は若きドーマ王の圧政に苦しんでおり、竜二は20世紀の知識と経験を駆使し、反乱軍を勝利に導いていく。しかし戦いを続けるうち、その異世界が核戦争後の未来の日本だと知る竜二。なぜ未来は文明が衰え、過酷な王政が敷かれるようになったのか? 20世紀に始まった「ドーマ計画」とは? 竜二は「伝説の救世主 リュウ」となって、荒廃した未来を救うことができるのか…?

## 主な登場人物
赤坂竜二（あかさか りゅうじ）
本編の主人公。光学園高校2年B組の高校生。母子家庭で育つ。いわゆる不良であるが、喧嘩以外の悪事はしておらず、むしろ母親や友人の正を大切にしている。経験上、怪我の応急処置などにも明るいが、勉強は苦手な様子。
喧嘩でプールに落とされた時に異世界へと飛ばされてしまう。旧世界の遺品である銃火器や医薬品を使えることから、伝説の英雄「リュウ」だと崇められ、徐々にこの世界の謎を知っていく。何度か元の20世紀に戻れたが、最終的に戻れなくなり、この世界で救世主リュウとして人々のために立ち上がることを決意する。
最初のクーデターは失敗し、心が折れそうになるも周囲の支えや新たな出会いから再起。ついにドーマ帝国を倒す。
作中では、物語が新章に入る度にコスチュームが変わるという演出がなされていた。
風（かぜ）
本編のヒロイン。首長レダの娘。異世界から飛んできた竜二を「伝説の救世主リュウ」と信じて行動を共にする。救世主伝説を一途に信じる芯の強い少女で、大人しそうな外見に反して手練れの剣士でもある。
竜二を支え続け、互いにかけがえのない存在となっていく。
湯川正（ゆかわ ただし）
竜二の親友。頭は良いが不登校児で、いじめられていた時に竜二に助けられたことがある。竜二が見た異世界を唯一信用し、未来世界の竜二を現代から援護しようと決意する。実際に正の残した手記や戦車などが、竜二の手に渡っている。
後にコールドスリープにより初老の姿で竜二と再会するものの、ある秘密を告げて命を落とす。
ナジャ14世
当代のドーマ王。偉大なる英知と権力の象徴として世界を支配している。竜二と同じ17歳。4年前に父である前王を殺して自らが王位についた。わずかながら旧世界の知識を受け継いでおり、救世主リュウを名乗る竜二と伝説の真偽に興味を抱く。
レダ
人々に慕われる首長。風の父親。竜二がやってくる直前に反乱を起こし失敗、ドーマ城に幽閉されていたが、ドーマ王の目の前で見世物として竜二と剣を交えることになる。
ザバ
首長レダの片腕として働いていた戦士で、スキンヘッドの大柄な男。当初は竜二を疑っていたが、竜二が20世紀の拳銃を使いこなすのを見て、風と共にリュウを支えることを決意する。
ファー
ドーマ軍総司令官。レダたちを裏切ってドーマ軍に入った。
サル
ドーマ王に仕える直属の密偵（スパイ）。眼帯を着けた隻眼の男。敏捷で跳躍力も高い。度々、竜二たちの前に現れる。
アビア
緑のエノスの村の祈祷師。リュウの伝説を疑っていた。
ガド
塔の村で採掘場を支配する村長。ザバの旧友だが、ドーマ軍に武器を売って金儲けに走っている。
レダを慕っていたが、帝国への蜂起が時期尚早として、戦いには加わらなかった。竜二が村で発見したバズーカ砲を使って巨大な岩石を吹き飛ばしたのを見て、彼に忠誠を誓う。
マノア
採掘のために塔の村へさらわれた奴隷の少女。竜二に助けられた後、長老に会わせるため竜二を自分の村へと案内する。
長老
ヒョウの住む森に囲まれた村の村長で、旧世界の知識を持つ数少ない人物。戦禍を恐れ、ヒョウによる村人の犠牲にも目をつぶっている。
ケッペル
セパ市の市長。風とザバを捕らえて竜二をおびき寄せ、反乱を持ちかける。救世主リュウを利用してドーマ王を打倒し自ら王位に就こうとしていた。
洞窟のおじじ
セパ市郊外の洞窟に住む男。過去の文明の遺物を独学で研究している。洞窟の奥に隠された彼の“宝物”は、竜二にとって思いがけない援軍となる。
ロッコ
セパ市に住む戦争孤児の少年。竜二が「奇跡」を起こすのを手伝う。
チート
戦争孤児の少年で、ロッコの弟分。ドーマを憎んでおり、「奇跡」を目の当たりにして竜二を慕うようになる。
ミツコ
ドーマの支配を逃れた隠れ里に住む少女。父親は300年の冷凍睡眠から目覚めた日本人で、父と共に保存されていたバイクや銃などを使いこなす。隠れ里の平和で退屈な生活に飽き、外界へ行きたがっている。

## 単行本
少年サンデーコミックスより全7巻。
1. 1987年1月発売 ISBN 978-4091215819
2. 1987年3月発売 ISBN 978-4091215826
3. 1987年5月発売 ISBN 978-4091215833
4. 1987年8月発売 ISBN 978-4091215840
5. 1987年11月発売 ISBN 978-4091215857
6. 1988年1月発売 ISBN 978-4091215864
7. 1988年2月発売 ISBN 978-4091215871